# Неаполитанская война (1806)
Неаполитанская война (фр. Invasion de Naples) — конфликт в Южной Италии в 1806 году, в эпоху наполеоновских войн. Наполеоновская Франция осуществила вторжение в Неаполитанское королевство, которое поддерживали Великобритания и Российская империя. К середине марта 1806 года всё Неаполитанское королевство было занято французами, но неаполитанский король Фердинанд I, бежавший на Сицилию, опираясь на действия партизан, при поддержке британцев продолжал борьбу.

## Стратегическая ситуация
Непосредственной причиной вторжения стала двойная игра Фердинанда IV с Наполеоном. Желая сохранить спокойствие на юге Италии, Наполеон и Фердинанд подписали договор, в котором указывалось, что французы покинут Апулию. В свою очередь, Неаполитанское королевство обязалось сохранять нейтралитет в надвигающейся войне Третьей коалиции. Как только французские войска отступили, Фердинанд изменил договору и был готов присоединиться к антифранцузской коалиции.
Как только 20 сентября 1805 года началась Война третьей коалиции, неаполитанские правители объявили себя нейтральными. Однако они вели двойную игру, тайно общаясь с русскими. Российские и британские войска по плану должны были высадиться в Неаполе и вместе с неаполитанскими войсками изгнать французов из Южной Италии, а затем вместе с австрийской армией освободить от французов Северную Италию (Королевство Италия). После этого союзные армии должны были начать совместные действия непосредственно против Франции.
Для действий в Италии предназначались российские войска, защищавшие Республику Семи островов. Их (Сибирский гренадерский, Витебский, Козловский и Колыванский мушкетёрские, 13-й и 14-й егерские полки, батальон Александровского мушкетёрского полка и роту батарейной артиллерии, всего около 14 000 человек под командованием генерала Анрепа) перевезла с Корфу в Италию эскадра А. С. Грейга и 7 — 8 ноября 1805 года они высадились в Неаполе. Одновременно там же высадились британские войска, прибывшие с Мальты (около 6 500 человек под командованием генерала Крейга). Русские расположились в Неаполе и окрестностях, а британцы заняли Кастелламмаре-ди-Стабия и Торре-дель-Греко.
Союзные силы возглавил находившийся при дворе неаполитанского короля российский генерал Б. П. Ласси, под командованием которого союзники двинулись на Рим. Но тут пришло известие о капитуляции австрийской армии при Ульме, падении Вены и отступлении австрийцев из Северной Италии, после чего последовал разгром русско-австрийских войск при Аустерлице. Собранный Ласси военный совет решил вернуть армию в Неаполь, откуда русские войска 29 декабря отплыли обратно на Корфу, а затем британские войска переправились на Сицилию.
27 декабря, на следующий день после подписания Пресбургского договора между Францией и Австрией, Наполеон заявил во дворце Шенбрунн: «Неаполитанская династия перестала царствовать. Её существование несовместимо с остальной Европой и честью моей короны».

## Ход войны
6 февраля 1806 французская армия его брата Жозефа Бонапарта (реальным командующим был Массена) численностью около 35 тысяч человек вторглась в Неаполитанское королевство. Король Фердинанд бежал на Сицилию ещё 23 января, а 11 февраля это сделала и королева Мария-Каролина. На Сицилии они находились под защитой британского флота.
11 февраля французы осадили крепость Гаэта (гарнизон крепости держал оборону до 19 июля), 13 февраля капитулировала Капуя. Уже 14 февраля был сдан Неаполь. 9 марта неаполитанские войска были разбиты в сражении при Кампо-Тенезе. 15 марта французские войска под командованием генерала Ренье достигли Мессинского пролива. 30 марта Наполеон назначил своего брата Жозефа королём Неаполя.

## Результаты
Однако захват Неаполя не означал, что сопротивление неаполитанцев было подавлено. Население некоторых районов королевства выступило против французов. В Калабрии высадились британские войска под командованием генерала Джона Стюарта. 6 июля 1806 года они одержали при Маиде победу, но затем не добились какого-либо дальнейшего успеха и были эвакуированы.
Тем не менее, в августе 1806 года Массене пришлось лично возглавить поход в Калабрию против отрядов под командованием знаменитого Микеле Пецца (Фра-Дьяволо), сражавшихся против французов. Восстание было подавлено, а Микеле Пецца был схвачен французами и повешен. Однако партизанская война продолжалась до 1807 года.